# Sant Salvador de Golmés
Sant Salvador de Golmés és un monument del municipi de Golmés (Pla d'Urgell) inclòs en l'Inventari del Patrimoni Arquitectònic de Catalunya.

## Descripció
Església de tres naus amb la central i la part corresponent als creuers més alta i ampla. Al centre es troba la cúpula, que a l'exterior pren forma de cimbori, refeta en totxo. L'església és de dimensions importants i els únics components decoratius es troben a la façana.
El frontis de l'església: La porta principal presenta forma de templet, amb columnes d'estil dòric emmarcades per volutes a l'exterior i sostenint un timpà triangular amb el fris llis que sobrusurt als extrems en correspondència amb els elements sustentants. Aquests recolzen sobre una complexa basa formada per un toro i una prominent escòcia, la qual es conjuga amb corbes còncaves i convexes. La basa descansa sobre un plint alt, utilitzat per a salvar el desnivell; l'interior de la basa està decorat amb una incisió ampla que segueix les línies que defineixen la seva forma. A un nivell de menys profunduditat respecte al volum de la basa, s'hi estableix la meitat de la forma d'aquesta, produint un efecte òptic de perspectiva o de relleu. Damunt d'aquesta reproducció s'hi disposa una línia corba que, començant amb una forma de voluta acaba dins el capitell.
La porta, enmig, és d'arc de mig punt. Està situada en un desnivell de terreny, amb tres graons.

## Història
L'església de sant Salvador s'ubica en el mateix emplaçament que la primitiva església romànica dedicada també al mateix sant. A finals del segle xvi aquesta estava ja molt malmesa i calgué fer-hi restauracions.- El 1633 es projectà la construcció d'un nou campanar. El constructor fou Joan Samboray, de Bellpuig.
El 1748 s'enderrocà el temple romànic, però la manca de diners i desavinences amb el senyor de la Baronia de Bellpuig (a la qual pertanyia la família Golmés) per qüestions de patronatge farà que transcorrin 16 anys sense poder construir-hi de nou. El 1764 els veïns del poble contribuïren amb un "vint-i-vuitè" dels fruits que ja pagaven delme i primícia per tal d'acabar les obres, cosa que succeirà el 1770 aproximadament. Hi ha notícies dels ornaments que ompliren l'església en aquell moment. Lluís Bonifaç de Valls realitzarà el retaule Major dedicat a sant Salvador, que fou cremat a la Guerra Civil. El nou temple es beneí el 1772.
Durant la Guerra Civil les bombes destruïren el cimbori i el campanar, refets posteriorment.
Els mestres d'obra de l'església no són coneguts, tot i que en un rebut de 1770 hi figura el nom de Magí Borràs, mestre de cases de Lleida, com a rebedor de la suma de 62 lliures "les quals són a compte de l'obra de l'Església".